# Mannlicher–Schönauer
El Mannlicher Schönauer (anglicismo "Mannlicher Schoenauer) es un rifle de cerrojo de alimentación controlada producido por Steyr Mannlicher entre 1903 y 1974. Inicialmente para el ejército griego en 19 para luego ser usado por el ejército austrohúngaro y posteriormente comercializado para uso civil como rifle de caza mayor.

## Características
A fines del siglo 19, los diseños clásicos de Mannlicher para el ejército austrohúngaro, se basaron, como es el caso del Mannlicher 1886, en el almacenaje mediante sistema de peine, y un cerrojo de empuje recto para disparar cartuchos hoy obsoletos. Con la aparición de la pólvora lenta con el Fusil Lebel Modelo 1886, La fábrica Steyr se enfocó en desarrollar nuevos diseños para los nuevos cartuchos de entonces, y poder competir como proveedores del ejército austrohúngaro, ejércitos de otros países y para su uso civil.

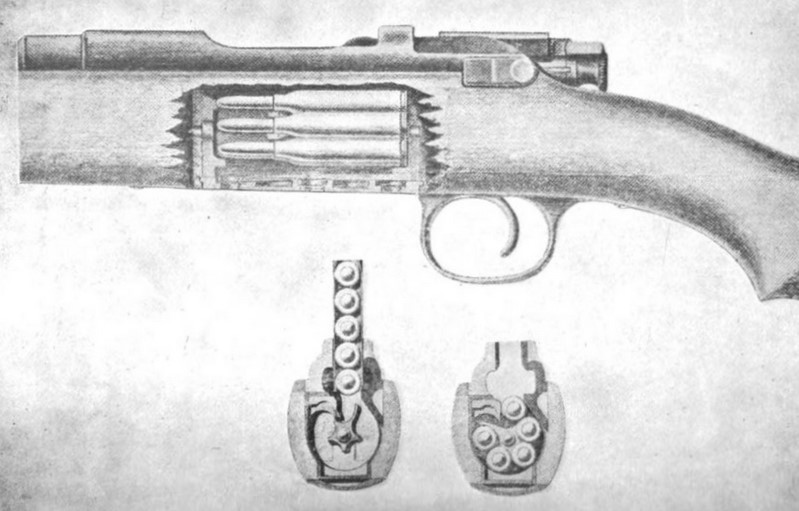
Diagrama del sistema de almacenaje rotativo del Mannlicher Schönauer

El nuevo mecanismo fue diseñado por Ferdinand Mannlicher y el sistema de almacenaje, por Otto Schönauer del Österreichische Waffenfabriksgesellschaft (Compañía Austriaca de Fabricación de Armas, ahora Steyr Mannlicher). Schonauer patentó el sistema de almacenaje rotativo en 1886, y el diseño mejorado que se muestra en el diagrama en 1900 en conjunto con Mannlicher. El nuevo Mannlicher Schönauer, fue diseñado con un mecanismo de cerrojo común, derivado del Gewehr 88. El Mannlicher Schönauer puede ser identificado por una apertura en la parte posterior del mecanismo, que permite el cerrojo a través de este y que funciona como una traba de emergencia cuando el cerrojo se cierra, en caso de ruptura de los tetones primarios.

## Uso deportivo
Una versión de civil del rifle fue introducida en 1903, se volvió muy popular entre cazadores. Sin embargo, en Gran Bretaña, el cartucho 6.5×54 dejó de ser popular debido a que no lograba la velocidad mínima legal publicada en el 1963 Deer Act, al igual que el valor mínimo de energía permitido para la caza de ciervos.
La modificación más significativa  rifle, consistió en alargar el mecanismo para poder recamarar el rifle en calibres como el.30-06 Springfield, .243 Winchester, y .270 Winchester. Posteriormente se produjeron versiones en .257 Weatherby Magnum,.264 Winchester Magnum, .338 Winchester Magnum y .458 Winchester Magnum para el mercado de EE. UU., así como 6.5×68mm, 8×68mm S, y otros calibres populares en Europa. El rifle continuó siendo fabricado en diferentes configuraciones, como culatas estilo americano hasta la mitad, cañones de diferentes longitudes, montecarlos para el uso de miras telescópicas, y cerrojos rebatidos hacia atrás para facilitar su manipulación desde el encare. El modelo fue descontinuado en 1972 debido al costo de producción, que solo fue interrumpida también  durante la Segunda Guerra Mundial hasta 1950. Sin embargo; el rifle sigue gozando de interés entre cazadores debido a su estética, suavidad del cerrojo y calidad de manufactura.
Ernest Hemingway frecuentemente utilizó el rifle, y menciona y lo mencionó en algunos de sus libros, más notablemente La Vida Feliz Corta de Francis Macomber. WDM "Karamojo" Bell, el famoso cazador de elefantes, también utilizó el rifle en su calibre original 6.5×54 con éxito, para cazar animales grandes y peligrosos como elefante africanos y Búfalos del Cabo, debido a la alta densidad seccional del proyectil y una adecuada colocación del tiro.
Steyr-Mannlicher actualmente fabrica un rifle conocido como el "Mannlicher Clásico", promocionado como "un descendiente directo del mundialmente famoso Mannlicher Schoenauer". Este rifle es disponible en varios calibres.  Una edición limitada por el 150 aniversario de año Ritter Von Mannlicher fue fabricada en 1998 en el original 6.5×54mm. A pesar de que el moderno "Clásico" Steyr-Mannlicher todavía incorpora algunas características originales, el mecanismo distintivo y la revista rotativa del original es ya no se usa.

Los altos costos de producción alta y la dificultad para montar miras telescópicas debido al diseño del mecanismo, resultó en la decisión de Steyr Mannlicher por descontinuarlo en 1972. Los modelos producidos fueron los siguientes: 1900, 1903, 1905, 1908, 1910, 1924, High-Volocity Sporting Rifle, 1950, 1952, 1956 Monte Carlo, 1961 Monte Carlo All-Purpose Magnum. A partir del modelo 1950 se empiezan a producir variantes con un solo gatillo y culatas de madera estilo americano.  Debido a su popularidad, el rifle es todavía fabricado por armeros independientes y algunas partes de los rifles siguen etando disponibles.

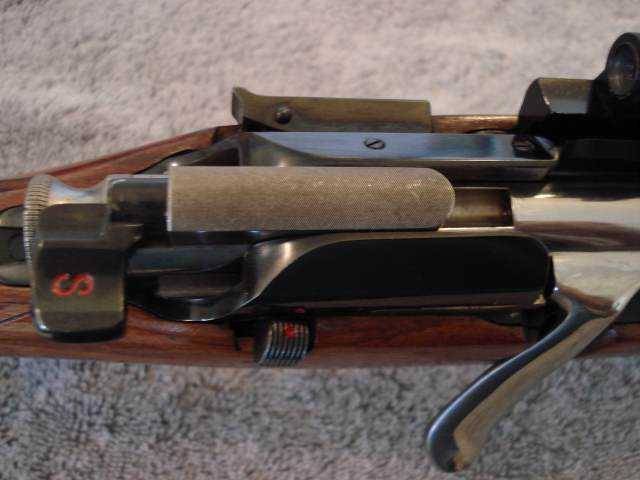
180 ° sash safety
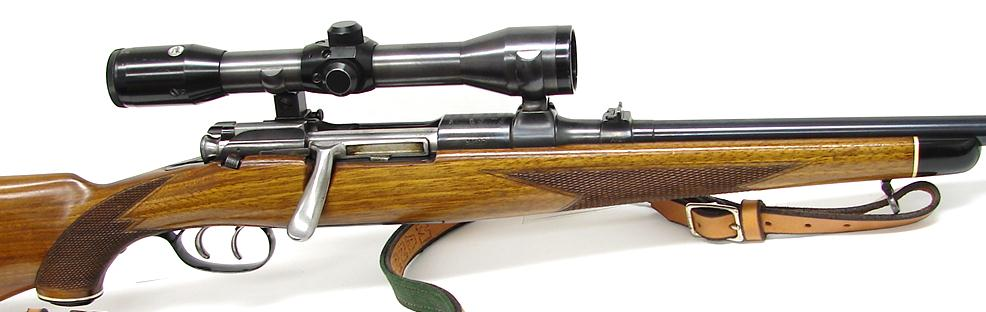
Mod GK hunting rifle
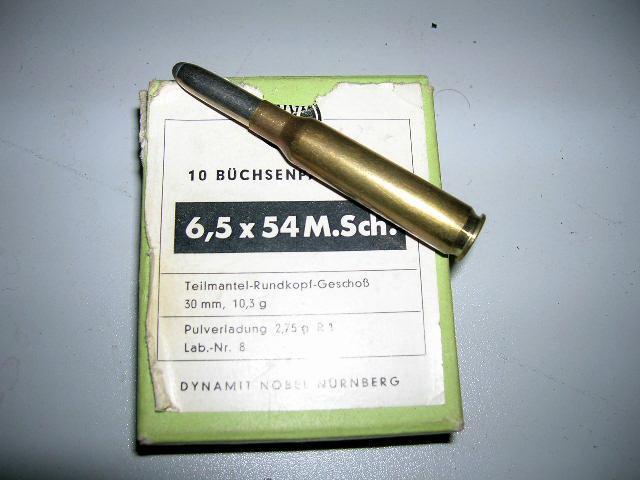
6.5×54mm cartridge box
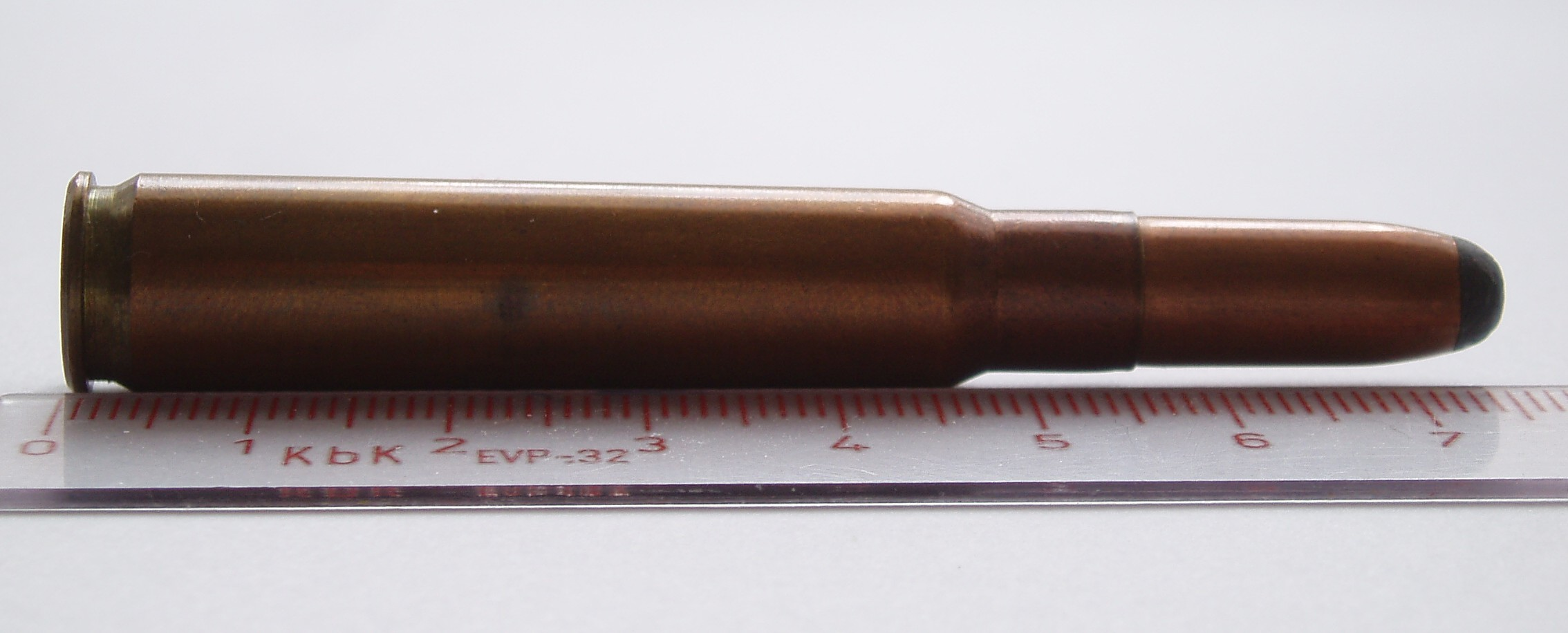
8×56mm cartridge
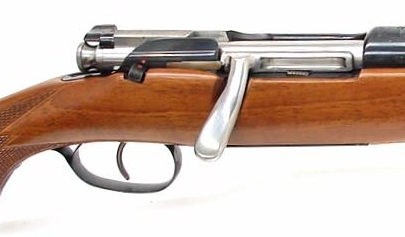
Trigger and bolt

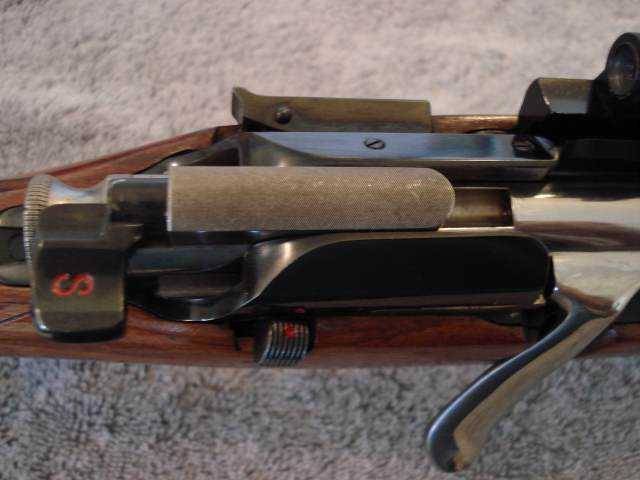
180 ° sash safety
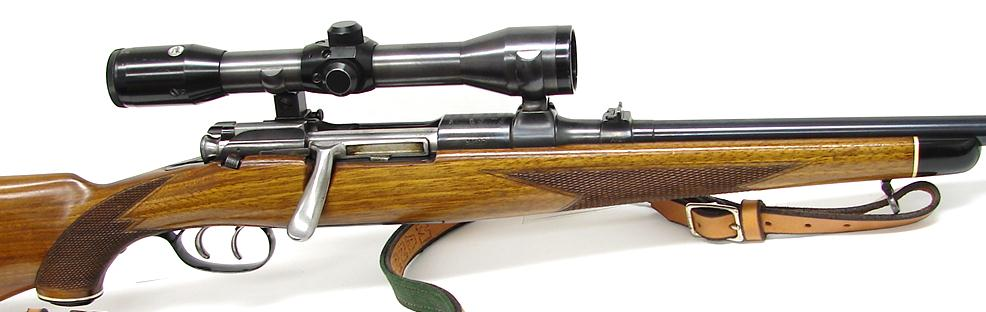
Mod GK hunting rifle
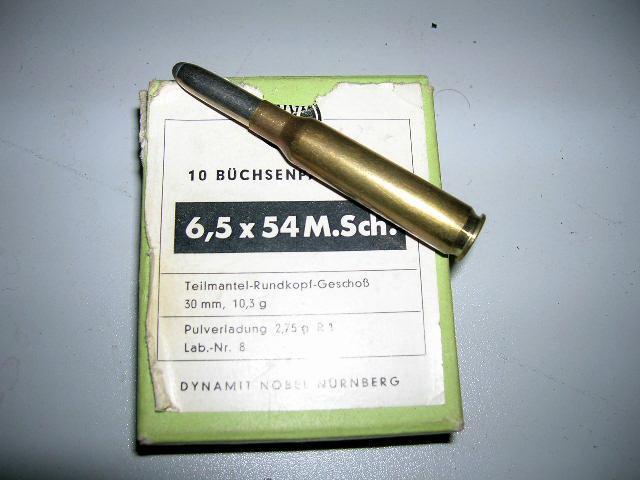
6.5×54mm cartridge box
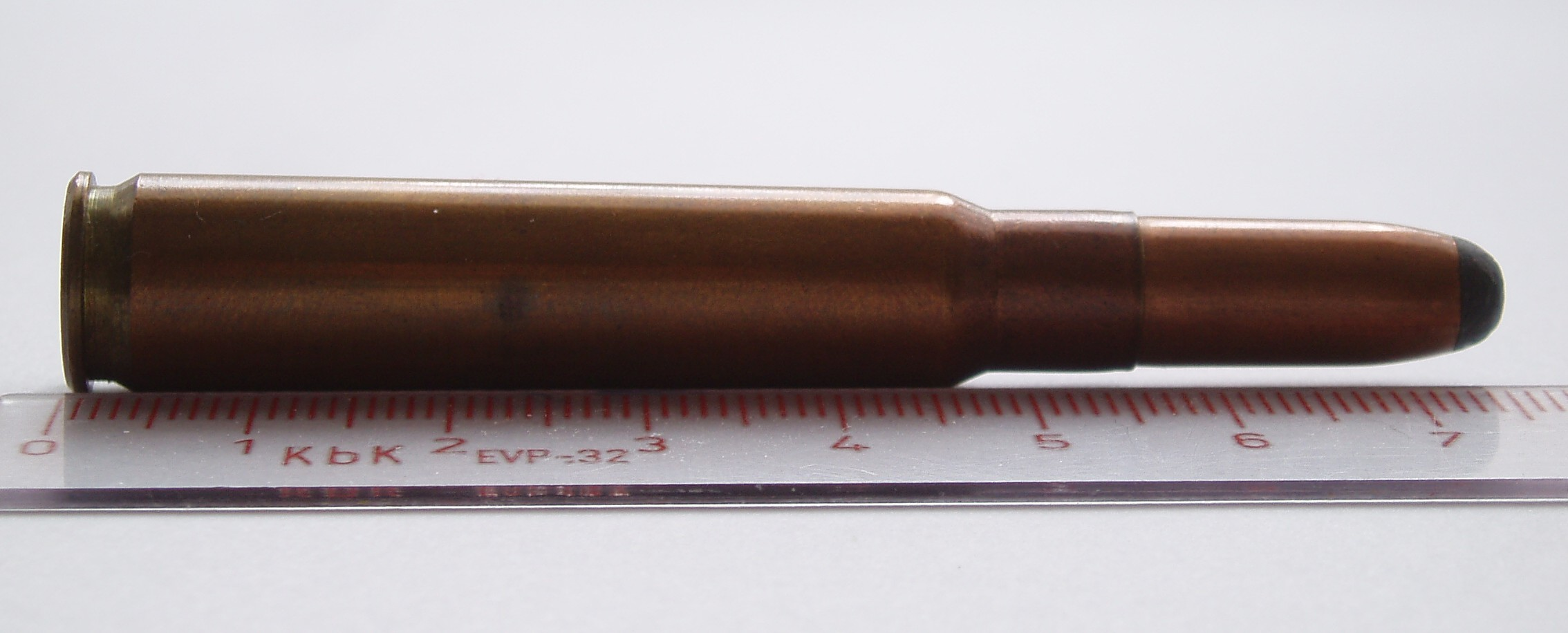
8×56mm cartridge
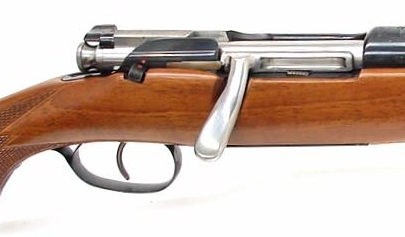
Trigger and bolt

## Usuarios
- Reino de Grecia[3]
- Austria-Hungría
- Albania
- República de China (1912-1949): Utilizado por algunos ejércitos de los señores de la guerra.[4]